# یاسوئو یاماگیشی
یاسوئو یاماگیشی (انگلیسی: Yamagishi Yasuyo؛ زادهٔ ۲۸ نوامبر ۱۹۷۹) بازیکن فوتبال است که در تیم ملی فوتبال زنان ژاپن بازی کرده‌است.